# Esgrima als Jocs Olímpics d'estiu de 1956
Als Jocs Olímpics d'Estiu de 1956 celebrats a la ciutat de Melbourne (Austràlia) es disputaren set proves d'esgrima, sis d'elles en categoria masculina i una en categoria femenina. La competició se celebrà el dia 23 de novembre de 1956.

## Resum de medalles

### Categoria masculina
| Prova                     | Or | Argent | Bronze                                                                                               |
| Floret individual Detalls | Christian d'Oriola | Giancarlo Bergamini                                                                                               | Antonio Spallino                                                                                     |
| Floret per equips Detalls | Itàlia Vittorio Lucarelli · Luigi Carpaneda · Manlio Di Rosa · Giancarlo Bergamini · Antonio Spallino · Edoardo Mangiarotti | FrançaBernard Baudoux · Rene Coicaud · Claude Netter · Roger Closset · Christian d'Oriola · Jacques Lataste       | HongriaLajos Somodi · Jozsef Gyuricza · Endre Tilli · Jozsef Marosi · Mihaly Fülöp · Jozsef Sakovics |
| Espasa individual Detalls | Carlo Pavesi | Giuseppe Delfino                                                                                                  | Edoardo Mangiarotti                                                                                  |
| Espasa per equips Detalls | Itàlia Giuseppe Delfino · Franco Bertinetti · Alberto Pellegrino · Giorgio Anglesio · Carlo Pavesi · Edoardo Mangiarotti    | HongriaBela Rerrich · Ambrus Nagy · Barnabas Berzsenyi · Jozsef Marosi · Jozsef Sakovics · Lajos Balthazar        | FrançaYves Dreyfus · Rene Queyroux · Daniel Dagallier · Claude Nigon · Armand Mouyal                 |
| Sabre individual Detalls  | Rudolf Kárpáti | Jerzy Pawłowski                                                                                                   | Lev Kuznetsov                                                                                        |
| Sabre per equips Detalls  | HongriaAttila Keresztes · Aladár Gerevich · Rudolf Kárpáti · Jenö Hamori · Pál Kovács · Daniel Magay                        | PolòniaZygmunt Pawlas · Jerzy Pawłowski · Wojciech Zabłocki · Andrzej Piątkowski · Marian Kuszewski · Ryszard Zub | Unió SovièticaYakov Rylsky · David Tyshler · Lev Kuznetsov · Yevgeni Cherepovsky · Leonid Bogdanov   |

### Categoria femenina
| Prova                     | Or                 | Argent           | Bronze        |
| Floret individual Detalls | Gillian Mary Sheen | Olga Orban-Szabo | Renee Garilhe |

## Medaller
| Posició | País           | Or | Argent | Bronze | Total |
| 1       | Itàlia         | 3  | 2      | 2      | 7     |
| 2       | Hongria        | 2  | 1      | 1      | 4     |
| 3       | França         | 1  | 1      | 2      | 4     |
| 4       | Regne Unit     | 1  | 0      | 0      | 1     |
| 5       | Polònia        | 0  | 1      | 0      | 1     |
| 5       | Romania        | 0  | 1      | 0      | 1     |
| 7       | Unió Soviètica | 0  | 0      | 1      | 1     |